# Изохоризмовая кислота
Изохори́змовая кислота, по анионной форме называемая также изохоризма́т — органическая двухосновная кислота, синтезируется из хоризмата. Фермент хоризмат-гидроксимутаза (изохоризмат-синтаза, КФ 5.4.4.2) обратимо изомеризует хоризмат в изохоризмат, давая начало одной из ветвей шикиматного пути. Изохоризмат является предшественником в биосинтезе многих природных соединений. Из изохоризмата синтезируются салициловая кислота и терпеноидные нафтохиноны (менахиноны, филлохиноны), хотя у некоторых организмов эти соединения могут синтезироваться из хоризмата альтернативными путями, не через изохоризмат (например, футалозиновый путь биосинтеза менахинонов у некоторых прокариот).
Соединение было обнаружено австралийскими исследователями в 1968 году как промежуточное соединение в процессе биосинтеза 2,3-дигидроксибензоата (орто-пирокатехат, прекурсор энтеробактина) из хоризмата у Aerobacter aerogenes. Закрепившееся за соединением тривиальное название «изохоризмовая кислота» было предложено этими исследователями, впервые описавшими вещество.
Изохоризмовая кислота — термодинамически малостабильное соединение. В водном растворе при комнатной температуре и pH = 7 изохоризмат разлагается в смесь салицилата и мета-карбоксифенилпирувата. Последний образуется из изопрефената (также термодинамически малостабильное соединение), возникающего как результат [3,3]-сигматропной перегруппировки изохоризмата.